# Coniopteryx (Scotoconiopteryx) panamensis
Coniopteryx (Scotoconiopteryx) panamensis is een insect uit de familie van de dwerggaasvliegen (Coniopterygidae), die tot de orde netvleugeligen (Neuroptera) behoort. 
Coniopteryx (Scotoconiopteryx) panamensis is voor het eerst wetenschappelijk beschreven door Meinander in 1974.